# Сарыкаево
Сарыкаево — деревня в Кунашакском районе Челябинской области. Входит в состав Урукульского сельского поселения.
Дата основания деревни не установлена, на картах 19 века она не указана, в документах упоминается с 1937. 

## География
Расположена в северной части района, на берегу реки Караболки. Расстояние до районного центра, Кунашака, 25 км.

## Население
| 2002 | 2010 |
| ---- | ---- |
| 6    | ↘0   |

(в 1956 — 82, в 1959 — 112, в 1970 — 105, в 1983 — 254, в 1995 — 188)